# 4Q175

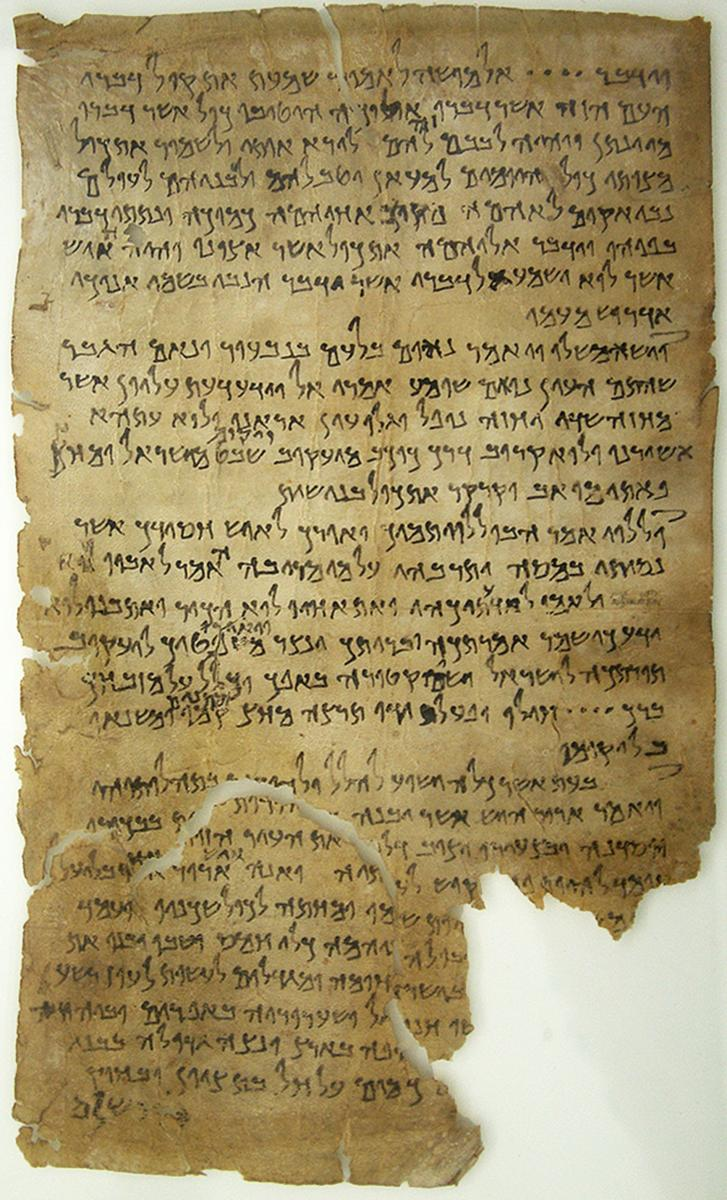
4Q175

4Q175 (ou 4QTestimonia ou 4QTest), aussi dénommé le Testimonia, est un des manuscrits de la mer Morte trouvé dans la grotte 4 à Qumrân en Palestine (Cisjordanie). Long de seulement une feuille, 4Q175 est une collection de citations bibliques relatives à une figure messianique, reflétant manifestement le triple aspect de l'attente messianique des auteurs des manuscrits ou de ceux qui les ont cachés ou du scribe qui l'a composé : attente du prophète de la fin des temps (le prophète semblable à Moïse), attente du Messie laïc (un rejeton du roi David pour triompher au combat), attente du Messie sacerdotal (un vrai grand prêtre).
Le premier éditeur et traducteur du manuscrit est John Marco Allegro en 1957, mais de multiples traductions, commentaires et études ont été publiés par la suite.

## Observations externes

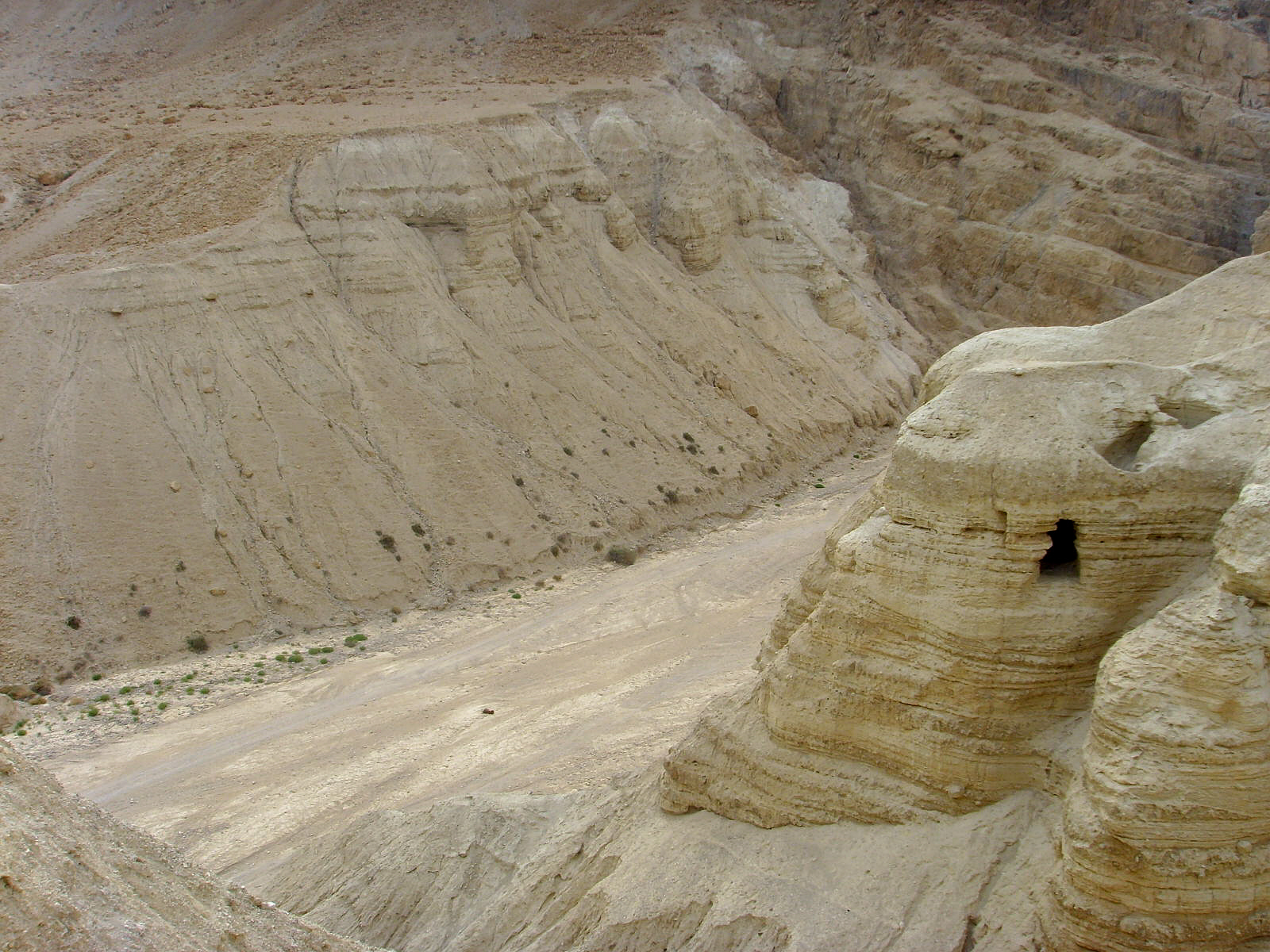
Entrée de la grotte no 4 à droite, où a été retrouvé ce manuscrit parmi 15000 fragments d'autres manuscrits.

Il y a consensus chez les épigraphistes pour estimer que le scribe qui a copié 4Q175 a également copié la version de la Règle de la communauté (1QS) trouvée dans la grotte 1, ainsi qu'un manuscrit de Samuel trouvé dans la grotte 4. Tous ont été datés d'après le style d'écriture du Ier siècle av. J.-C. ou Ier siècle apr. J.-C. La même main a aussi copié les deux autres manuscrits, une Charte pour Israël durant les derniers jours (1QSa) et le Recueil des bénédictions pour les derniers jours (1QSb). Ce fait est notable car sur les plus de 850 scribes qui ont copié au moins un des 870 manuscrits retrouvés près de Qumrân, seuls une demi-douzaine ont participé à l'écriture de plus d'un de ces textes.
Contrairement à la quasi-totalité des manuscrits retrouvés à Qumrân qui sont des copies d’œuvres littéraires, 4Q175 pourrait être un texte autographe. C'est-à-dire qu'il serait la création de celui qui a écrit ce document, même si cette création est limitée au fait de choisir les cinq citations qui forment les quatre parties de cette page. Toutefois, selon Hanna Eschel ce scribe aurait composé lui-même la quatrième partie du texte à partir d'une citation d'un verset du Livre de Josué (VI, 26), suivi de son interprétation. Pour Annete Steudel, cette page présente toutes les caractéristiques d'un manuscrit autographe : écriture irrégulière, grand espace entre les lignes, rajout à plusieurs endroits entre les lignes d'un mot oublié.

## Testimonia
Lorsque « John Marco Allegro publia ce texte pour la première fois en 1957, il l'intitula « 4QTestimonia ». » Le terme Testimonia renvoie à une théorie selon laquelle il circulait en milieu palestinien « encore plus parmi les premiers chrétiens », des « recueils de citations scripturaires collationnées, combinées, élaborées et au besoin partiellement reformulées autour de thèmes précis et en particulier le thème messianique. » Selon cette théorie, en milieu chrétien ou proto-chrétien, ces recueils comportaient surtout des citations ayant une portée messianique applicable symboliquement ou allégoriquement à des éléments de la personnalité de Jésus, afin de prouver qu'il était bien le Christ (traduction de « messie ») annoncé par les prophètes, méthode qui est évoquée à plusieurs reprises dans le Nouveau Testament et chez les Pères de l'Église et qui semble avoir été largement utilisée pour l'écriture des Évangiles.
Le terme de Testimonia est ancien « puisqu'il figure dans le titre d'une œuvre de Cyprien de Carthage (mort en 258), les trois livres de Testimonia dédiés « à son fils bien-aimé ». » Avant la découverte de ce Testimonia, l'existence de tels documents transparaissait de l'étude des textes des premiers chrétiens, comme ceux de Justin de Naplouse (mort vers 160) ou de l'Épître de Barnabé (écrite avant 135), pour ne citer que les plus notoires. Selon François Blanchetière, les historiens spécialistes ont acquis la certitude que ces Testimonia ont circulé au moins depuis « les travaux de J. Rendel-Harris ou de C. H. Dodd sur le Nouveau Testament, de P. Prigent et de R. Kraft sur les écrits de Justin et le pseudo-Barnabé. » La découverte de ce florilège dans la grotte no 4 confirme l'antiquité de cette pratique.
Parmi les autres groupes de Juifs, ces supposés Testimonia auraient été des démonstrations utilisées pour débattre d'autres thèmes ou pour défendre la messianité d'autres personnages que Jésus. Pour François Blanchetière, de tels Testimonia « implique[nt] une conception autarcique de l'Écriture, c'est-à-dire la conviction que l'Écriture s'explique par elle-même, conviction qui fonde l'un des principes herméneutiques rabbiniques. » Toutefois, une partie de la critique remarque que l'existence de tels documents semble être une spécificité du mouvement créé par Jésus. De plus les trois figures messianiques évoquées sont celles qui sont attribuées à Jésus dans les Évangiles et dans d'autres textes chrétiens antiques, en utilisant de surcroit les mêmes citations.

## Contenu
Le Testimonia est « une feuille de cuir groupant » une série de citations du Tanak (la version hébraïque de la Bible) visant des figures messianiques. Ce bref document contient quatre citations de la Bible hébraïque et une citation des Psaumes de Josué, un livre apocryphe retrouvé près des ruines de Qumrân qui n'a été retenu par aucun des canons bibliques. Toutefois Hanna Eschel estime qu'au contraire ce texte autographe a été écrit lors de l'élaboration du Psaume de Josué et que c'est donc lui qui est cité dans ce texte et non l'inverse. Ce point de vue est contesté par Devorah Dimant. Ces cinq citations sont ordonnées en quatre sections concernant les activités de Dieu à la fin des temps. Les trois premiers articles « sont manifestement en rapport avec le triple aspect de l'attente messianique » des auteurs des manuscrits ou de ceux qui les ont cachés : attente du Prophète de la fin des temps (le prophète semblable à Moïse), attente du Messie laïc (un prince, « rejeton du roi David pour triompher au combat »), attente du Messie sacerdotal (un enseignant du sacerdoce qui soit « un vrai grand prêtre »),,. « Tous trois pouvaient prétendre au titre de « messie » car chacun devait être « oint » par Dieu » (sens littéral du mot hébraïque « messie » qui a été traduit par le mot Christ).
La première section se compose de deux textes du Deutéronome et fait référence au prophète semblable à Moïse (Deutéronome 5:28-29; 18:18-19). André Dupont-Sommer note que ce deuxième passage du Deutéronome « se trouve appliqué à Jésus lui-même dans les Actes des Apôtres (III, 22). »
La deuxième section est un extrait d'une prophétie de Balaam sur un personnage messianique qui est semblable à David (Nombres 24:15-17) : « Une étoile est sortie de Jacob et un sceptre s'élèvera d'Israël, il doit écraser les temples de Moab et détruire tous les enfants de Sheth. » C'est à cette citation que fait référence le récit de la naissance de Jésus ajouté au début de l'Évangile attribué à Luc ainsi que le verset de l'Apocalypse de Jean à forte coloration messianique : « Je suis le rejeton (nètzer) de la race de David, l'étoile (kokhav) radieuse du matin,. ` Cette même prophétie est utilisée par Justin de Naplouse dans son Apologie (1 A 32, 12-13) pour prouver que Jésus est le Christ annoncé par les prophètes. Le fait que Justin rapproche et agrège trois fractions de versets différents (Nb 24, 17 ; Is 11, 1 ; Is 11, 10) dans une commune attribution à Isaïe est un des éléments qui fait penser aux spécialistes que Justin utilisait un Testimonia.
La troisième section est une bénédiction des lévites, et du Prêtre-Messie qui serait un enseignant comme Lévi (Deutéronome 33:8-11).

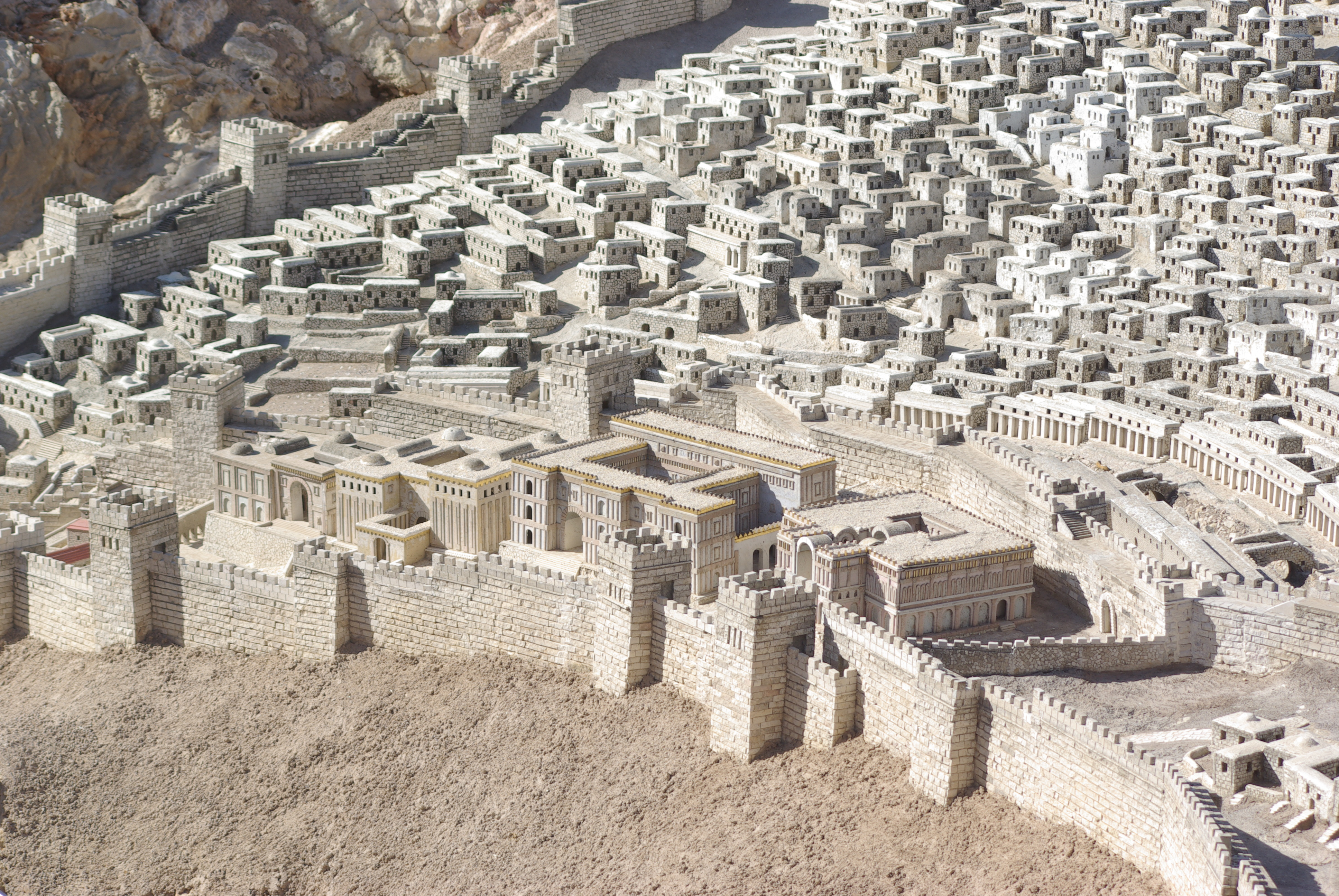
Reconstitution de la ville de Jérusalem à l'époque où ce manuscrit a été caché. Vue de l'enceinte fortifiée dans le secteur de l'Ophel.

Selon André Dupont-Sommer, la dernière section « est tout entière une citation des psaumes de Josué, un livre apocryphe » retrouvé à Qumrân (voir 4Q379). Pour lui et une bonne partie des défenseurs du modèle standard, « ce texte fait allusion à trois personnages maudits, un père et ses deux fils, coupables des plus graves impiétés à Jérusalem et dans la Terre sainte. » Toutefois, il n'y a pas d'accord sur le nombre de personnages auxquels il est fait allusion — deux ou trois — et encore moins sur leur identité. Cette section débute par un verset du Livre de Josué (VI, 26), mais dans le Livre de Josué, la ville dont ces personnages maudits construisent des murs et des tours est Jéricho, comme on le trouve dans le texte massorétique de la Bible hébraïque, alors qu'ici il s'agit de Jérusalem. Toutefois, dans la Septante, version de la Bible hébraïque en langue grecque de la même époque, le nom de la ville, Jéricho, est absent. Pour André Dupont-Sommer, « son omission rend plus aisée l'application du verset biblique à la ville de Jérusalem. » Il faut toutefois signaler que lorsque Dupont-Sommer a écrit et réédité ses livres dans les années 1980, ni lui ni aucun spécialiste n'avaient eu accès aux manuscrits ni même à des clichés de ceux-ci, qui n'ont été accessibles que dans les années 1990. Depuis, après avoir pu examiner directement les manuscrits, certains épigraphistes estiment que 4Q175 est un autographe, ce qui change l'analyse que l'on peut en faire. Certains critiques font remarquer que Josué et Jésus sont deux formes du même nom. Ils estiment que ce choix n'est pas dû au hasard. Allié au fait que les autres citations sont les mêmes que celles qui sont appliquées à Jésus de Nazareth dans le Nouveau testament, ce choix d'une citation de Josué/Jésus montrerait selon eux, que le groupe qui a caché les manuscrits de la mer Morte attendaient avec impatience le retour du messie Jésus pour qu'il établisse le règne de Dieu sur Terre. Ce point de vue n'a rencontré que peu de réception chez les spécialistes.
Avec de nombreux autres écrits — notamment la centaine de ceux que l'on attribue au Yahad ou à la tendance d'esséniens qui ont écrit ces manuscrits — ces versets montrent que ceux qui ont les ont cachés avant 68-70, étaient particulièrement intéressés par les prophéties messianiques trouvées dans le Tanakh, annonçant des personnages libérateurs.

## Le messianisme de «la secte»
Dans les plus anciens textes à contenu messianique, trois figures eschatologiques séparées sont attendues par la communauté: un prophète, un messie royal et un messie sacerdotal ; « ou encore un Prophète, un Messie d'Israël et un Messie d'Aaron (1QS IX, 11 ; Règle de la Communauté ou Manuel de discipline). » Mais le prophète doit intervenir antérieurement aux deux autres dont il doit annoncer la venue. Seules les figures royales et sacerdotales sont de véritables messies. Le messianisme de la secte est donc bicéphale. Toutefois, les conceptions messianiques de « la secte » évoluèrent : « La communauté se mit à attendre un messie unique, à la fois sacerdotal et royal. »

## Écrits du même scribe
Il y a consensus chez les épigraphistes pour estimer que le scribe qui a copié 4Q175 a également copié la Règle de la communauté (1QS) trouvée dans la grotte 1. C'est aussi la même écriture que l'on retrouve sur le Recueil des bénédictions (1QSb), ainsi que sur la Charte pour Israël durant les derniers jours (1QSa). Ces deux manuscrits semblaient être les deux annexes de la version 1QS de la Règle de la communauté et ont été publiés la première fois par les pères Joseph Milik et Dominique Barthélemy (DJD I). La même main pourrait avoir aussi copié un manuscrit de Samuel trouvé dans la grotte 4. Ce fait est notable car sur les plus de 850 scribes qui ont copié au moins un des 870 manuscrits retrouvés près de Qumrân, seuls une demi-douzaine ont participé à l'écriture de plus d'un texte. Tous ont été datés d'après le style d'écriture du Ier siècle av. J.-C. ou Ier siècle apr. J.-C.

### Charte pour Israël durant les derniers jours (1QSa)
Dans cette Charte on retrouve souvent les mêmes idées que dans le Manuel de discipline ou Règle de la communauté « mais, à la différence de cette dernière, le texte concerne un futur idéal appelé les « derniers jours ». » Selon son auteur, « une fois ce millenium entamé, le Yahad livrera la guerre finale aux nations. » Le texte contient la description d'un festin associé à la venue du messie d'Israël auquel tout le peuple du Yahad prendra part durant les derniers jours. Pour Michael Wise, ce festin peut être comparé aux agapes des débuts du christianisme dont parlent certains auteurs chrétiens antiques comme Hippolyte de Rome. « Le lien entre ce repas et l'arrivée du Messie rappelle en outre dans l'imagerie chrétienne « Les Noces de l'Agneau », ce grand banquet où selon l'Apocalypse de jean, les croyants se joindront à Jésus une fois tout le mal vaincu (Ap. 19, 6-9). »
« Le deuxième trait notable de cet écrit est sa possible référence dans 2:11 à Dieu comme « père » du Messie d'Israël, c'est-à-dire du chef guerrier qui devait surgir de la lignée de David. » Toutefois, depuis sa découverte, ce passage a subi de graves dommages qui rendent très difficile le déchiffrement des caractères hébraïques qui le composent. Si la lecture initiale effectuée par plusieurs critiques, est correcte, alors ce texte « décrit un personnage messianique qui est d'une façon particulière le fils de Dieu. » Une notion que l'on retrouve chez les premiers chrétiens appliquée à Jésus de Nazareth et qui jusque-là avait semblé étrangère au judaïsme qui utilisait le terme de « Fils de Dieu » uniquement comme un titre métaphorique.

### Bénédictions sacerdotales pour les derniers jours (1QSb)
Dans cette série de bénédictions qui concernent aussi les « Derniers jours », « le chef du Yahad, appelé « l'instructeur », devait prononcer ces bénédictions peut-être au moment (décrit dans 1QSa) où tout Israël serait rassemblé après son adhésion » aux idées du Yahad.
Comme dans 1QSa, « la notion de guerre finale contre les nations est très présente, et certains extraits de la Bible sont interprétés comme s'appliquant au fils de David qui dirigera ce combat. » L'auteur et son groupement étaient persuadés qu'ils seraient un jour rejoints par les anges. Avec leur aide, les prêtres devaient « régler le destin », c'est-à-dire « déterminer le cours des choses sur la terre. » Ce groupe avait donc une haute idée de son importance dans l'histoire du monde et se préparait à faire face à ces échéances décisives.

### Règle de la communauté (1QS)
Le manuscrit le plus complet du Manuel de discipline appelé aussi la Règle de la communauté (1QS) a été retrouvé dans la grotte 1 et a été recopié par le même scribe qui a écrit ou composé 4Q175. Il comporte une citation de la prophétie d’Isaïe (40, 3) que l'on retrouve dans la bouche de Jean le Baptiste dans les quatre évangiles canoniques,. Cette citation ne semble toutefois pas faire partie de la Règle de la communauté primitive et pourrait avoir été ajoutée dans les versions du Ier siècle av. J.-C. ou Ier siècle apr. J.-C., comme c'est le cas dans la version 1QS de la Règle.
Après cette exhortation à quitter « l'habitat des hommes de perversion pour se rendre au désert » et la citation d'Isaïe explicative qui a été ajoutée dans 1QS, un deuxième passage a semble-t-il été ajouté à la fin du long développement qui suit cette citation, en tout cas « absent de 4QSe, que son écriture situe à une période antérieure. »